# Daredevil (videojuego)
Daredevil es un videojuego de acción y plataformas de 2003 desarrollado por Griptonite Games y publicado por Encore Software y THQ para Game Boy Advance. Se basa en el personaje Daredevil de Marvel Comics y está relacionado con la película del mismo nombre de acción en vivo de 2003.

## Trama
El papel más importante de Daredevil fue como el personaje principal en el juego de Game Boy Advance basado en la película de 2003.
Stick aparece como personaje secundario. Al comienzo del juego, le informa a Daredevil que Kingpin ha puesto precio a la cabeza de Daredevil. Después de que Daredevil derrota a Kirigi, menciona que Kingpin tiene una conexión misteriosa con el Rey de las Alcantarillas. Cuando Daredevil vence a Echo, le advierte a Daredevil que Bullseye lo está esperando en un sitio de construcción.
Kirigi es un jefe en el juego. En el juego, cree que Daredevil estaba trabajando para Kingpin y ha enviado a Daredevil a matarlo, ya que la Mano estaba en guerra con la pandilla de Kingpin. Kirigi aparentemente es asesinado por Daredevil después de que lo derrota.
 Echo es un jefe en el videojuego. En el juego, ella es una villana y cree que Daredevil nunca estuvo aliado con Kingpin en primer lugar. Después de perseguir a Echo por todo el sistema de tránsito del metro de Nueva York, Daredevil la derrota.
Bullseye aparece como un jefe. En este juego, espera a Daredevil en un sitio de construcción. Daredevil le revela a Bullseye que la recompensa por la cabeza de Daredevil fue un fraude. Bullseye cree esto, pero le revela a Daredevil que estaba aliado con Kingpin. En la parte superior del sitio de construcción, Daredevil derrota a Bullseye. A diferencia de su contraparte de películas y cómics, Bullseye usa una pistola como arma.
El Kingpin es el jefe final en el videojuego. En el juego, emite una orden de arresto para el arresto de Daredevil en el inframundo criminal (que luego se revela como un fraude). Daredevil interroga a Kingpin en su ático, donde se revela que Daredevil eliminó a su competencia cuando estaba preparando su plan maestro. Después de que Daredevil lo derrota, Kingpin le dice que aunque Daredevil conoce su identidad secreta, Daredevil no puede revelar el secreto de Wilson Fisk a la policía. Al final, Fisk les miente a los reporteros diciendo que el arresto de Daredevil fue una "distorsión de los medios".

## Lanzamiento
El juego Game Boy Advance fue lanzado el 14 de febrero de 2003 y fue creado por Encore, una subsidiaria de Navarre Corporation.
Fue desarrollado por Griptonite Games y publicado por THQ y BAM! Entertainment.